# Misumenops variegatus
Misumenops variegatus là một loài nhện trong họ Thomisidae.
Loài này thuộc chi Misumenops. Misumenops variegatus được Eugen von Keyserling miêu tả năm 1880.